# Otto Rüppel
Otto Rüppel (ur. 1826, zm. 7 listopada 1889) − był trzecim z kolei burmistrzem Katowic i sprawował ten urząd przez dwie kadencje od 1 lipca 1874 do 7 listopada 1889. Jego imieniem (Rüppelstraße) nazwana była kiedyś obecna ulica Wawelska. Następcą Rüppela był komisaryczny burmistrz von Schipp.